# 突板

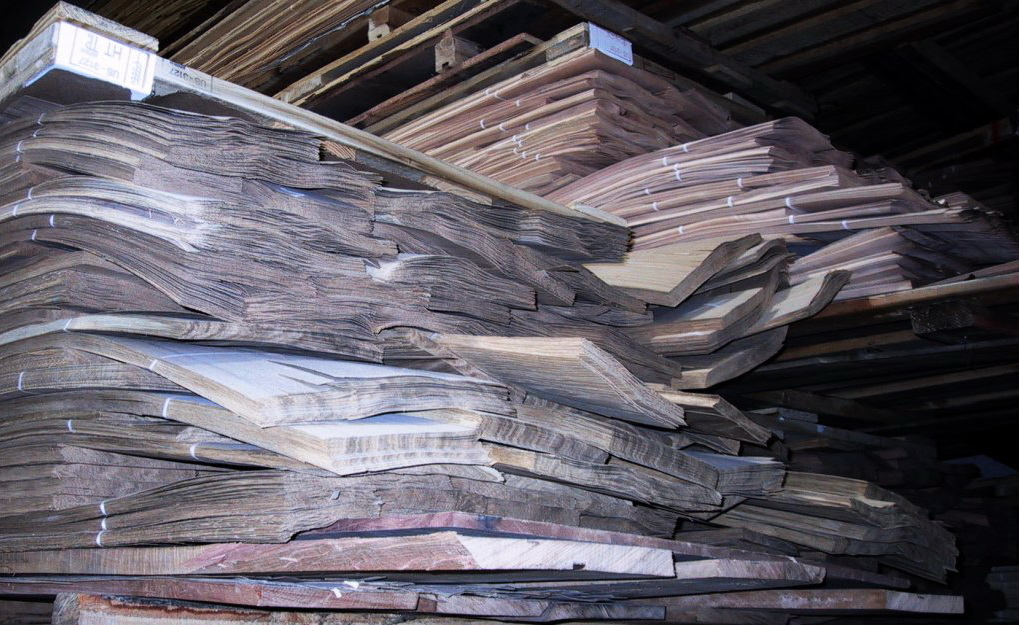
突板が積んであるのを横から見た例

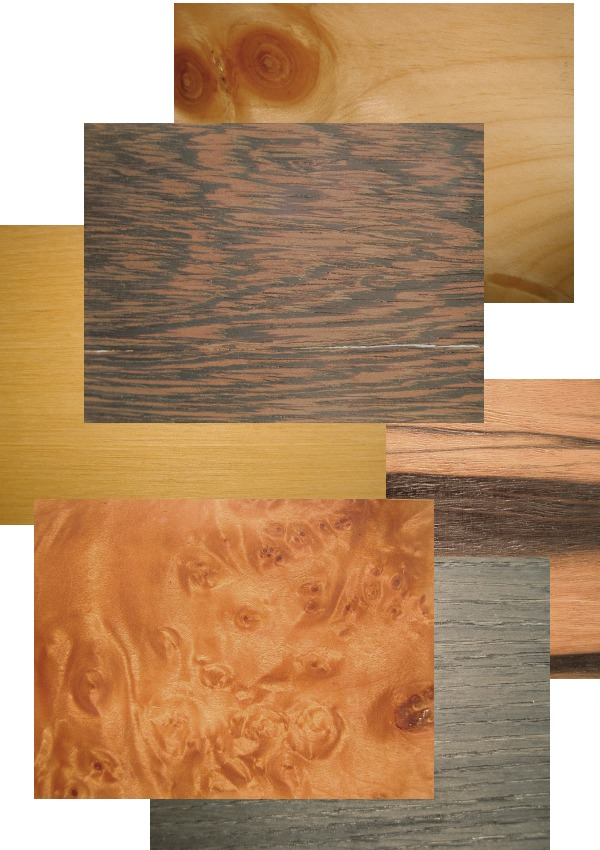
さまざまな木目の突板

突板（つきいた、突き板、ツキ板とも、英: wood veneer ベニヤ）は、天然の木材を薄くスライスした板材である。

## 概説
突板（あるいはベニヤ）とは、天然木を薄くスライスしたものである。
用途
様々な用途がある。ざっくり言うとたとえば「木工用の表面化粧材」、「非木製品の表面を木製化」（金属製品や樹脂製品の外見を木製であるかのように装う）などがある。また合板の材料としても用いられる（合板工場内の製造工程で一旦作られ、直後に多数枚が接着され、合板に姿を変える）。繊維板(ファイバーボード)の表面等にも用いられる。
「表面化粧材」という用途のほうを、分かりやすく一般家屋で使われている例を挙げると、たとえば家具、ドア、床材（フローリング）などの表面に貼られている。つまり、大量に用いられる材木というのは外見はあまり良くないものが多いが、その表面に比較的木目の美しい突板を選んで貼ることで、まるで化粧のように「見た目」（視覚的印象）を変えているわけである。
天然木の一枚板（つまり合板でないもの）は、木目は美しいものも多いが、湿度の変化や温度の変化や経年の変化が原因で、反（そ）りかえったり、ゆがんだり、割れてしまったりする。家具の材料や建築材料としては難点があるわけである。また天然木の一枚板は（難点があるのに）高価になりがちである。よって基材（基本となる材料、大部分を占める材料）には合板や他の木材など 反りの少ないものや安価なものを用いておいて、表面だけ突板を貼ったものを作ることで、物体的にも視覚的にも優れ 価格も一枚板より抑えた木材とすることができる。
厚さ
厚さは、用途に応じて異なった厚さのものが用いられている。薄いものでは0.2 - 0.6mm程度である。厚いものでは数mm程度。
合板の表面に（高級な）突板を貼って塗装などで仕上げたものは「突板仕上げ」「突板張り」などと言う。

スウェーデンの1770～1780年ころの突板を用いた家具の例。「突板仕上げ」の家具の一例。
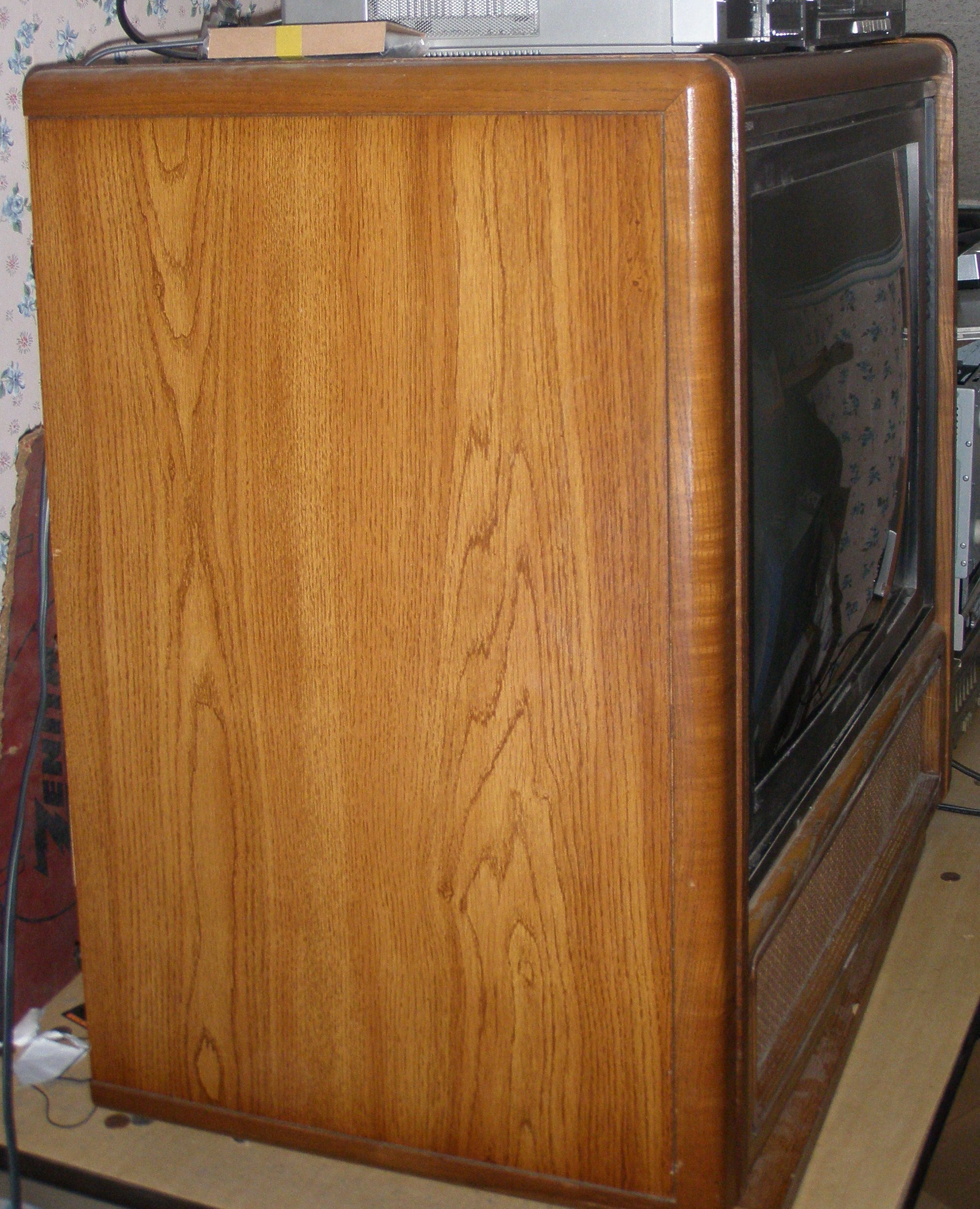
近年の家具の例
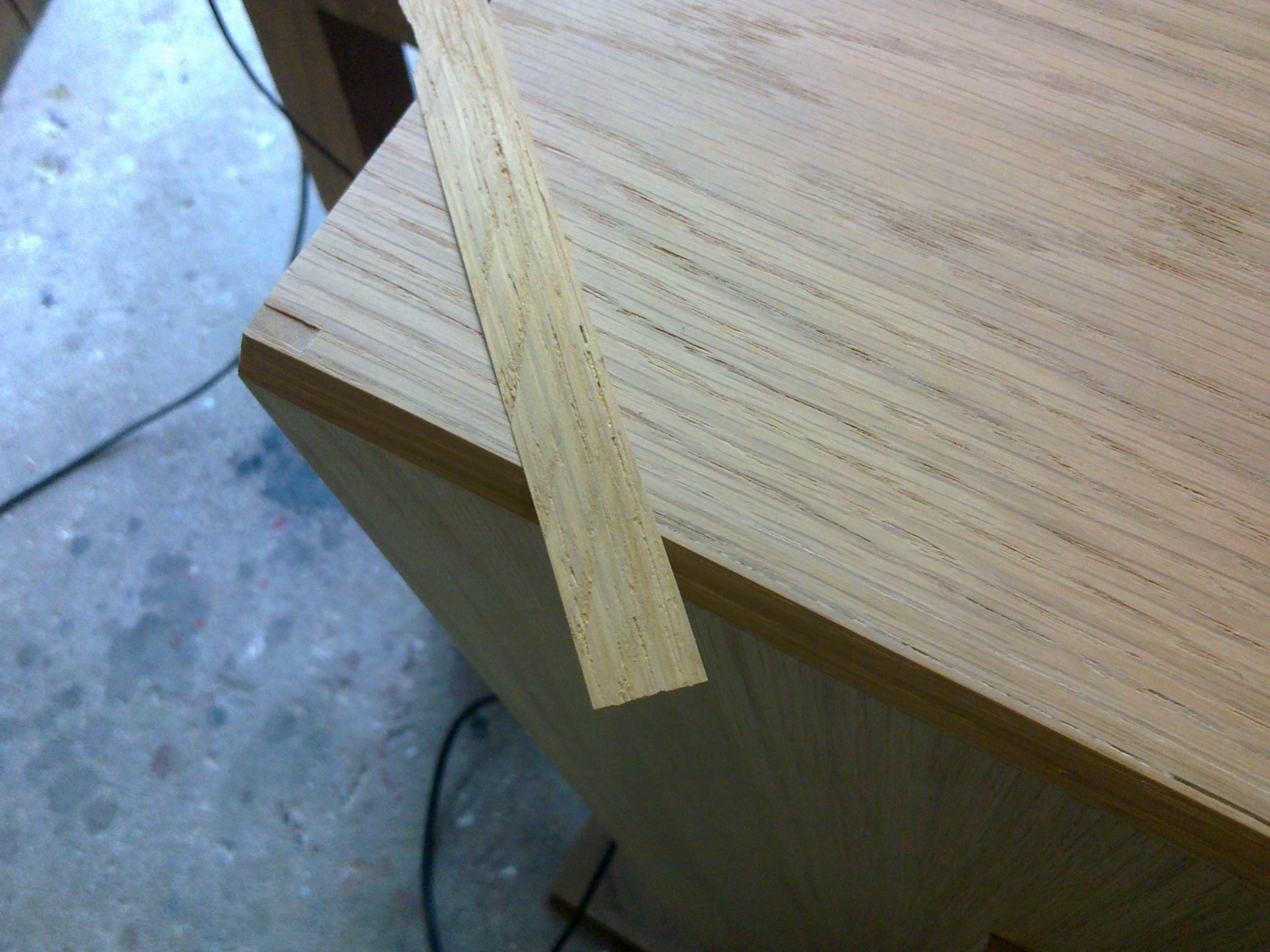
欠けてしまった突板の修復。ビフォー
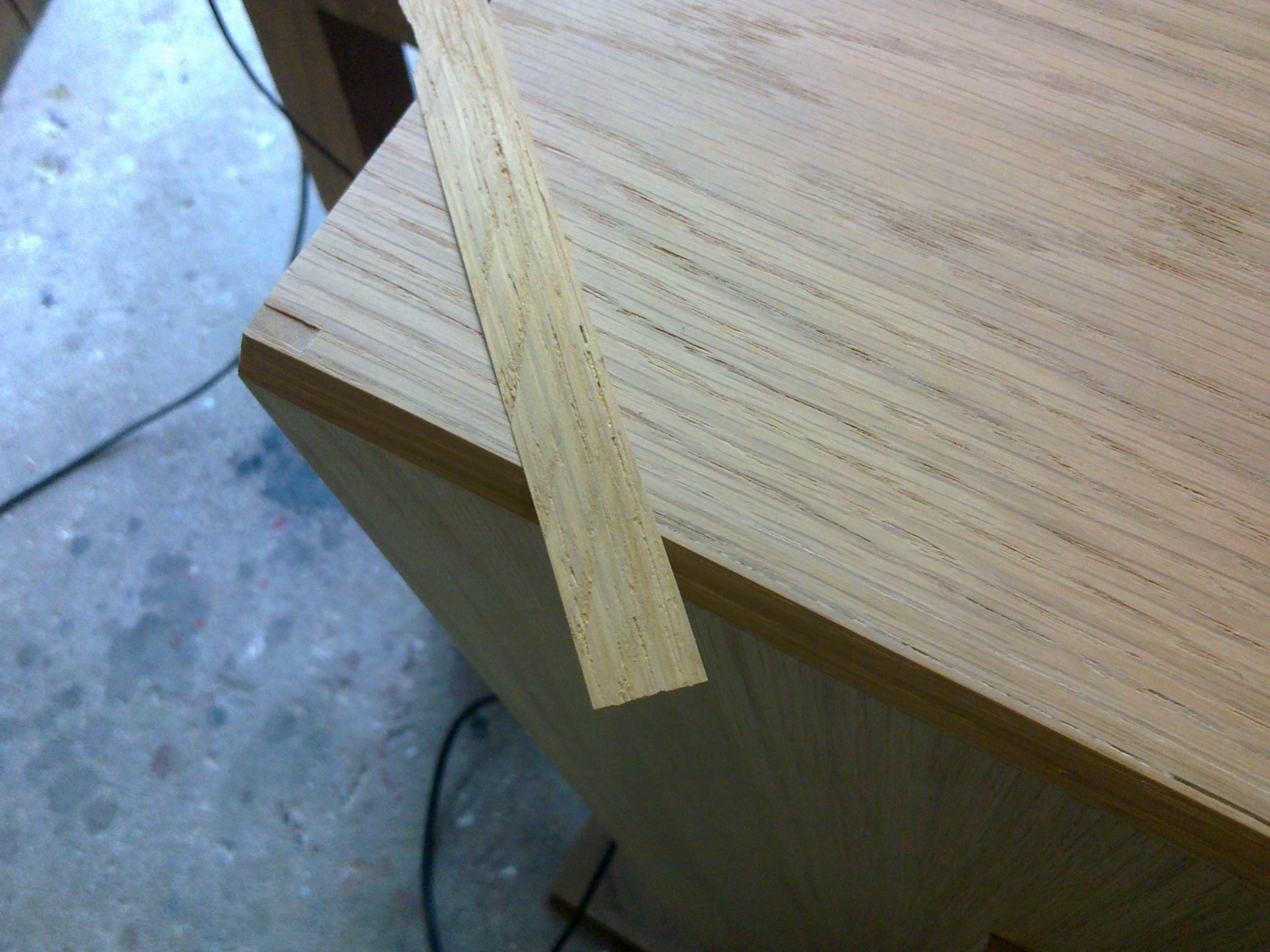
修復途中
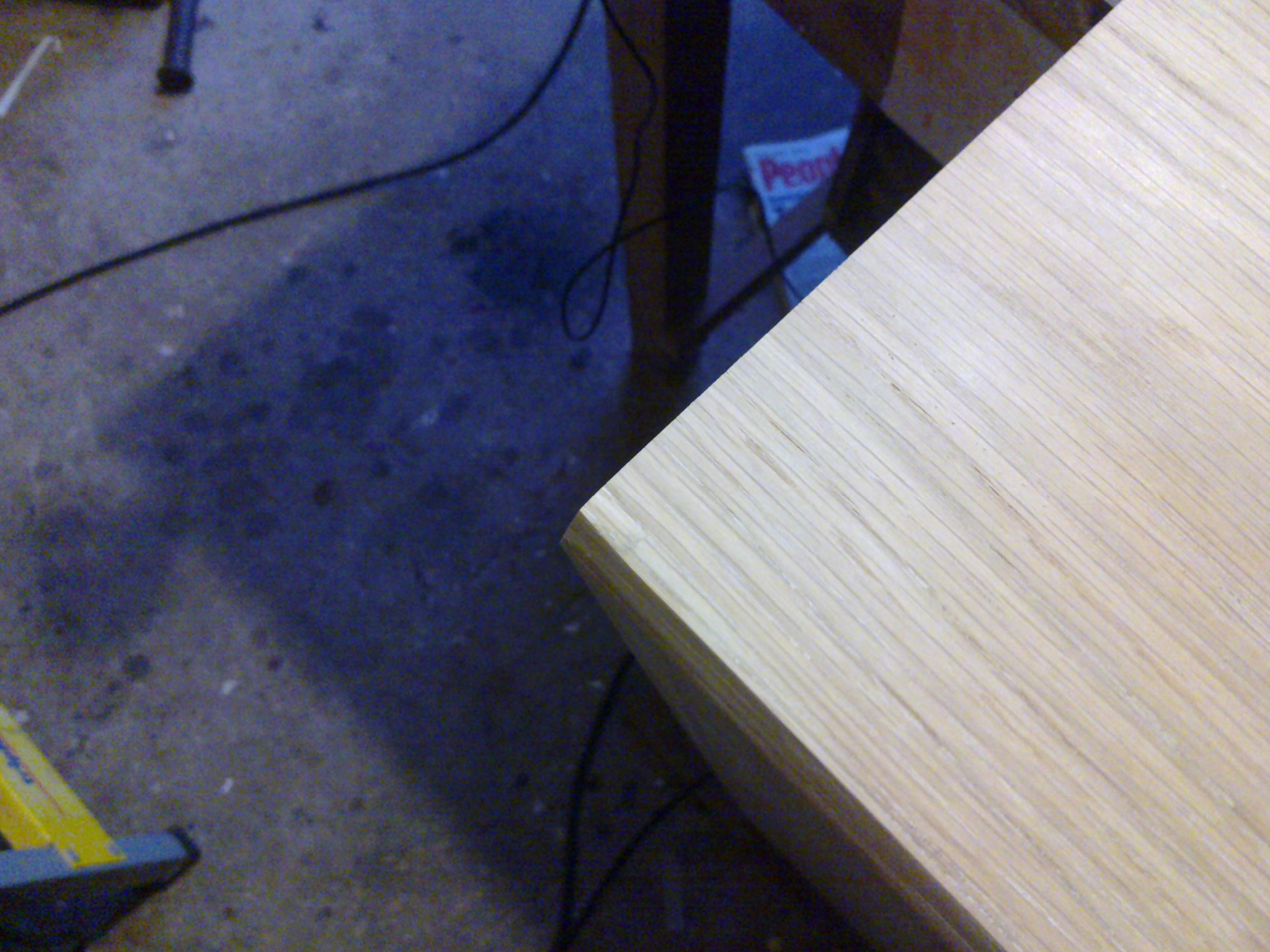
アフター

## 分類、種類
さまざまな分類法がある。
樹木の種類による分類
まず、材料となっている樹木の種類で分類する方法があり、樹木の種類の数だけ突板の種類があると言っても良い。たとえばカシ突板、スギ突板、オーク突板...といったように膨大な種類があるわけである。
カットのしかた、木目による分類
また「（天然木からの）カットのしかた」≒「木目」で分類する方法もある。「柾目（まさめ）」「板目（いため）」「杢目（もくめ）」「ブロック」などがある。
他
希少性の高い美しい木目を持つ木材が用いられたものは、特に「銘木単板（めいぼくたんぱん）」とも呼ばれる。

## 特徴
単層無垢材に比べると、壁材・床材・天井材の使用面積に対して天然木の表情を生かしたまま、木材の特徴である生活性能や環境性能を兼ね備えた上で、合板としての「廉価」「反りがほとんどない」という利点を活用でき、有限な木材を最大限に有効活用できる手法である。しかし、元の木材が世界的に希少価値が高く高価な場合は、いかに突板とは言えそれなりの値段になる。
合成樹脂を浸潤させることで、あるいはフィルムコートや特殊な紙による裏打ちを施すことで強度や柔軟性を増し、応用範囲を広げた突板も出現している。

## 原木
ケヤキ、ナラ、ヤチダモ、キリ、ヒノキ、スギ、マホガニー、ウォールナット、オーク、チーク、ローズウッド、トチ、クロガキ、シオジ、ニレ、カバ、サペリ、ウェンゲ（ウェンジ）、ゼブラウッド、シタン、コクタンなど。

## 製法
原木を単板の材面に応じて製材し、割れを防ぐために加熱した上で巨大なカンナのようなスライサーに掛けて、刃物あるいは木材を往復させて切削する。合板あるいは単板積層材(LVL)用の単板を製造するための機械として、円柱形の木材を料理の桂剥きの要領で剥いてゆく「ベニヤレース」があるが、これとほぼ同様の機構の「ハーフラウンドベニヤレース」で突板を切削することもある。